# Ігл-Гроув (Айова)
Ігл-Гроув (англ. Eagle Grove) — місто (англ. city) в США, в окрузі Райт штату Айова. Населення — 3601 особа (2020).

## Географія
Ігл-Гроув розташований за координатами 42°40′0″ пн. ш. 93°54′9″ зх. д. / 42.66667° пн. ш. 93.90250° зх. д. (42.666719, -93.902609).  За даними Бюро перепису населення США в 2010 році місто мало площу 10,46 км², уся площа — суходіл.

### Клімат
| Клімат : Ігл-Гроув      | Клімат : Ігл-Гроув | Клімат : Ігл-Гроув | Клімат : Ігл-Гроув | Клімат : Ігл-Гроув | Клімат : Ігл-Гроув | Клімат : Ігл-Гроув | Клімат : Ігл-Гроув | Клімат : Ігл-Гроув | Клімат : Ігл-Гроув | Клімат : Ігл-Гроув | Клімат : Ігл-Гроув | Клімат : Ігл-Гроув | Клімат : Ігл-Гроув |
| Показник                | Січ.               | Лют.               | Бер.               | Квіт.              | Трав.              | Черв.              | Лип.               | Серп.              | Вер.               | Жовт.              | Лист.              | Груд.              | Рік                |
| Абсолютний максимум, °C | 18,9               | 19,4               | 30,0               | 35,6               | 37,8               | 38,9               | 39,4               | 38,9               | 36,7               | 34,4               | 26,7               | 19,4               | 39,4               |
| Середній максимум, °C   | −3,3               | 0,0                | 6,7                | 15,0               | 22,2               | 27,2               | 28,9               | 27,8               | 23,9               | 16,7               | 7,2                | −1,1               | 14,3               |
| Середній мінімум, °C    | −13,9              | −10,6              | −3,9               | 2,2                | 8,9                | 14,4               | 16,7               | 15,6               | 10,0               | 3,3                | −3,9               | −11,7              | 2,3                |
| Абсолютний мінімум, °C  | −35,6              | −34,4              | −31,7              | −16,1              | −6,1               | 2,2                | 5,6                | 0,0                | −6,1               | −11,1              | −27,8              | −32,2              | −35,6              |
| Норма опадів, мм        | 15                 | 20                 | 52                 | 92                 | 119                | 136                | 112                | 97                 | 81                 | 57                 | 44                 | 30                 | 855                |
| ----------------------- | ------------------ | ------------------ | ------------------ | ------------------ | ------------------ | ------------------ | ------------------ | ------------------ | ------------------ | ------------------ | ------------------ | ------------------ | ------------------ |
| Джерело: Weatherbase    |                    |                    |                    |                    |                    |                    |                    |                    |                    |                    |                    |                    |                    |

## Демографія
Згідно з переписом 2010 року, у місті мешкали 3583 особи в 1500 домогосподарствах у складі 924 родин. Густота населення становила 342 особи/км².  Було 1649 помешкань (158/км²).
Расовий склад населення:
| - 95,5 % — білих - 0,7 % — чорних або афроамериканців - 0,1 % — азіатів - 1,8 % — осіб інших рас |

До двох чи більше рас належало 1,8 %. Частка іспаномовних становила 8,9 % від усіх жителів.
За віковим діапазоном населення розподілялося таким чином: 24,3 % — особи молодші 18 років, 56,3 % — особи у віці 18—64 років, 19,4 % — особи у віці 65 років та старші. Медіана віку мешканця становила 41,0 року. На 100 осіб жіночої статі у місті припадало 96,1 чоловіків;  на 100 жінок у віці від 18 років та старших — 95,2 чоловіків також старших 18 років.
Середній дохід на одне домашнє господарство  становив 58 976 доларів США (медіана — 39 654), а середній дохід на одну сім'ю — 73 544 долари (медіана — 66 175). Медіана доходів становила 43 118 доларів для чоловіків та 35 510 доларів для жінок. За межею бідності перебувало 12,3 % осіб, у тому числі 15,5 % дітей у віці до 18 років та 8,9 % осіб у віці 65 років та старших.
Цивільне працевлаштоване населення становило 1646 осіб. Основні галузі зайнятості: освіта, охорона здоров'я та соціальна допомога — 24,8 %, роздрібна торгівля — 14,5 %, виробництво — 13,1 %.